# Johann Heinrich Conrad Querfurth
Johann Heinrich Conrad Querfurth  (* 23. April 1747 in Tanne; † 26. Januar 1817 in  Annaberg) war ein Kaufmann, Senator und Bürgermeister der Stadt Annaberg.

## Leben
Johann Heinrich Conrad Querfurth wurde als Sohn des Bäckermeisters Andreas Querfurth im braunschweigischen Tanne geboren. Hier besuchte Querfurth die Volksschule und wurde 1761 konfirmiert.
1771 ging Querfurth nach Annaberg in das sächsische Erzgebirge. Dort war er zunächst als Kaufmann und Handelsherr tätig. Er heiratete am 8. Juni 1776 Christiane Hiebner und 1779 wurde der Sohn Karl Querfurth geboren. 1783 wurde er als Ratsherr und Senator in den Stadtrat gewählt. Ab 1787 war er schließlich Bürgermeister. 1790 kaufte Querfurth das amtsässige Gut Förstel bei Langenberg. Unter ihm wurde das ganze Gut nach und nach neu errichtet. Von 1793 bis 1814 entstanden mehrere landwirtschaftliche Gebäude und 1807 konnte das Herrenhaus eingeweiht werden. 
Am 22. September 1813 wurde Heinrich Querfurth zusammen mit seinem Sohn in den erblichen Adelsstand erhoben und erhielt den Titel „Edler von Querfurth“.
Querfurth war bis 1817 Bürgermeister von Annaberg und starb dort am 26. Januar 1817 nach längerer Krankheit.

## Sonstiges
Querfurth ließ die Verbindung zu seinem Heimatort Tanne nicht abreißen. 1799 stiftete er eine neue Orgel für die Tanner Kirche und ließ auch die 1781 gesprungene Kirchenglocke umgießen. Bis heute erinnert daran eine gusseiserne Gedenktafel. 
Querfurth zeigte ein großes soziales Engagement und gründete in Annaberg die „Gesellschaft zu Rat und Tat“, eine Einrichtung der Krankenpflege und Armenunterstützung.